# Редень (Калараський район)
Редень (рум. Rădeni) — село у Калараському районі Молдови. Утворює окрему комуну.

## Населення
За даними перепису населення 2004 року у селі проживала 1741 особа.
Національний склад населення села:
| Національність       | Кількість осіб | Відсоток   |
| -------------------- | -------------- | ---------- |
| молдавани румуни     | 1711 19        | 98,3% 1,1% |
| українці             | 8              | 0,5%       |
| росіяни              | 1              | 0,1%       |
| інша / без відповіді | 2              | 0,1%       |
| Всього               | 1741           | 100%       |